# Trapezio (album)
Trapezio è il terzo album in studio di Renato Zero, pubblicato nel 1976.

## Descrizione
Il disco è composto da 11 canzoni, di cui tre già pubblicate precedentemente nei primi due album: Inventi e Metrò erano incluse nell'album Invenzioni del 1974 e No! mamma, no! era contenuta nell'omonimo album del 1973, e questa versione è priva degli applausi che la fanno sembrare una registrazione dal vivo.Importanti brani sono Il caos, Scegli adesso oppure mai, Un uomo da bruciare e Madame  (eseguite da Achille Oliva al basso, Carlo Giancamilli al piano e alle tastiere, Giancarlo De Matteis alle chitarre e Marco Pirisi alla batteria), che verranno inserite in numerose raccolte del cantante, tra cui Zero 70, Renatissimo!.
Il brano di chiusura Salvami verrà riproposto in alcuni live dell'artista, tra cui Prometeo e ZeroNoveTour. Motel invece avrà una seconda versione con testo cambiato in Grand Hotel da Patty Pravo, oltre ad essere proposto in diversi live dell'artista romano e più recentemente in una versione sinfonica in Zerovskij Live. Inoltre, il pezzo Un uomo da bruciare fece parte della colonna sonora del film di Nanni Moretti Sogni d'oro (1981).
L'intero disco può contare sull'apporto decisivo del direttore d'orchestra toscano Ruggero Cini, il quale, oltre a cambiare per sempre il sound e gli arrangiamenti di Zero, è colui che riesce a fargli fare il decisivo salto artistico in successo e vendite, perché la casa discografica aveva già dato ampie possibilità di farlo esordire e di esprimersi al meglio ad inizio carriera, un sodalizio vincente durato lo spazio di nemmeno un lustro, vista la prematura scomparsa di questo eccellente arrangiatore. E sarà una perdita importante per l'artista romano, visto che dovrà trovare altri ispiratori importanti per le sue opere future, specie nel corso di quasi tutti gli anni Ottanta.
Il 3 maggio 2019, l'album è stato inserito nella collana Mille e uno Zero, edita con TV Sorrisi e Canzoni, in versione rimasterizzata.

## Tracce
1. Il caos                                  (4.04) (Renatozero/Cini-Renatozero)
2. No! Mamma, no!                           (4.06) (Renatozero-Filistrucchi/Renatozero)
3. Metrò                                    (2.55) (Renatozero)
4. Inventi                                  (3.25) (Renatozero-Filistrucchi/Conrado-Renatozero)
5. Una sedia a ruote                        (3.44) (Renatozero/Conrado-Renatozero)
6. Motel            (4.27) (Renatozero-Evangelisti-Piccoli/Pintucci-Renatozero)
7. Scegli adesso oppure mai...              (4.19) (Renatozero-Mogol/Pintucci-Renatozero)
8. Un uomo da bruciare                      (3.36) (Mogol/Pintucci-Renatozero)
9. Hanno arrestato Paperino                 (3.42) (Renatozero/ Gianni Wright-Renatozero)
10. Madame                                   (3.44) (Renatozero-Evangelisti/Pintucci-Renatozero)
11. Salvami!                                 (4.20) (Renatozero/Pintucci-Renatozero)

## Musicisti
- Renato Zero - voce
- Mario Scotti, Achille Oliva - basso
- Luciano Ciccaglioni, Giancarlo De Matteis - chitarra
- Marco Pirisi - batteria, percussioni
- Massimo Buzzi - batteria
- Ruggero Cini, Albert Verecchia - pianoforte
- Piero Pintucci - pianoforte, tastiera
- Carlo Giancamilli - pianoforte, organo Hammond, tastiera
- Rodolfo Bianchi - sax